# Wasit
Wasit (em árabe: واسط; romaniz.: Wasit) é o sítio arqueológico de uma cidade medieval localizado no Iraque. Fundada no final do século VII ou começo do VIII, logo tornar-se-ia um importante centro de produção agrícola e um dos mais relevantes centros de cunhagem de moeda do Califado Omíada e um dos mais prolíficos do mundo islâmico de tal modo que, segundo R. Darley-Doran, sua presença foi sentida por todo o mundo islâmico anos depois de sua queda. Ela continuou a ser mencionada até o começo do século XII ou virada do XVII ao XVIII. É um dos locais culturais que aguardam inscrição na Lista do Patrimônio da UNESCO.

## Localização
Está situada sobre o curso medieval do rio Tigre na região que compreendia a província sassânida do Suristão, no centro da Mesopotâmia Inferior ou Sauade. Desde meados ou finais do século XV, o trecho do Tigre que cruzada Wasit gradualmente mudou de curso, chegando a sua direção atual durante os séculos XVI e XVII, quando passou através de Cute e então através de Alcurna, onde se junta com o Eufrates para formar o estuário de Xatalárabe. As ruínas de Wasit estão hoje a 25 quilômetros a nordeste de Alhai e aproximados 70 quilômetros a sudeste de Cute.
O nome da cidade tem significado semântico que se remete a sua localização. Seu nome aparece nas fontes medievais de 20 formas diferentes, incluindo "Wasit de Hajaje" (Wasit Alhajaje), "Grande Wasit" (Wasit Alúzema) e "Wasit do Iraque" (Wasit Aliraque), que podiam denotar a aproximada posição relativa da cidade "no meio" entre Cufa, Baçorá, Almadaim (antiga capital persa de Ctesifonte) e Avaz, capital do Cuzistão.
Wasit foi estabelecida com a divisão de duas cidades do Tigre. Alhajaje fundou-a sobre a margem esquerda do rio na planície (sal) ao norte de Batia, os pântanos de solo salino, a o território está sujeito a enchentes e é formado por estepes alternadas de canaviais (caçabe, donde surge seu nome Wasit Alcáçabe). A oeste, no algarbe, o sítio abriu-se numa zona árida, meio estepe meio deserto, conhecida nas fontes do século VI como o deserto de Cascar. Darley-Doran afirma que essa posição justificou a descrição de seu clima como saudável, pois estava a certa distância de Batia, que era úmido, quente e infestada de mosquitos, bem como diz-se que tinha o clima de Baçorá, caprichoso e variável (muncalibe), pois estava no caminho dos ventos ardentes (samum) que vem do golfo Pérsico ao sul e aqueles vem que do norte e temperam o efeito.

## História

### Fundação

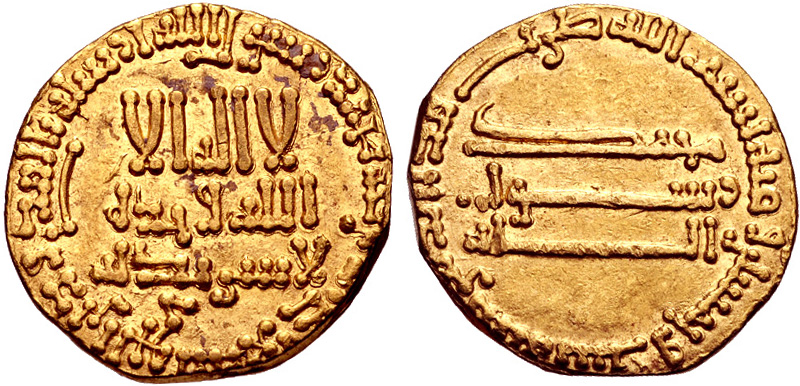
Dinar do califa Almançor r.

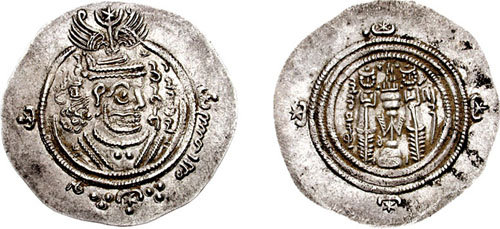
Dracma árabo-sassânida com o nome de Alhajaje ibne Iúçufe cunhado em 702/703

As ruínas são hoje chamadas de Almanara (al-Manara) em referência ao edifício do século XIII do qual restam a entrada monumental flanqueada por dois minaretes no lado nordeste do sítio. Se estendem numa área de 3 quilômetros de leste a oeste do leito seco do Diala, o principal ramo do Tigre medieval. Entre 1936 e 1942, o Departamento de Antiguidades do Iraque conduziu 6 expedições arqueológicas no sítio, a última dirigida por F. Safar, que descobriram a oeste a Mesquita de Alhajaje. Foi edificada em 702 sobre a muralha sul do Palácio de Daral Imara e sobre o sítio do edifício original foram construídas três mesquitas sobrepostas: uma entre 1009 e 1155 (Mesquita II), outra por volta de 1155 (Mesquita III) e a último sob os ilcânidas, 1258-1335 (Mesquita IV). Entre 1937 e 1965, obras de reconstrução e restauração dos restos arqueológicos foram conduzidas para exploração turística do sítio.
Sua fundação significava a continuidade da política urbana árabe na região iniciada com a criação de dois centros fortificados no Sauade, Baçorá e Cufa, anteriores e rivais políticas de Wasit. Segundo Darley-Doran, "sua aparência simbolizou o desejo do poder omíada para mostrar nobreza, e assim serviu como prelúdio em sua forma arquitetônica à fundação de Bagdá por Almançor em 762-763." A data da fundação é debatida devido as contradições presentes nos relatos dos cronistas. O mais antigo deles provém da História de Wasit (Ta'rikh Wasit) de Baxal que remonta suas origens a Solimão ibne Aláqueme (século VIII); ibne Aljauzi, Aldaabi e ibne Tagribirdi retomaram essa posição. Isso coloca a fundação da cidade entre 694 e 697, mas desconsidera, segundo Darley-Doran, o curso dos eventos do mandato do governador omíada do Iraque Alhajaje ibne Iúçufe. Os detalhes cronológicos disponíveis indicam que a edificação dos monumentos principais da cidade (o complexo do palácio e mesquita e as ameias) remonta 702 ou 703, depois que a revolta de ibne Alaxate foi debelada, enquanto a conclusão do tancir ocorreu em 705. Porém, foi estabelecida a direita de sua fundação como uma cidade dupla. A cidade nova, Almedina Algarbia (al-Madina al-Gharbiyya), foi criada por Alhajaje na marge esquerda do tigre justapondo-se à cidade preexistente sobre a marge direita, Almedina Alxárcia (al-Madfna al-Sharkiyya), chamava Cascar. Ambas as cidades foram conectadas através de uma ponte de barcos, tornando-se duas partes da mesma cidade, e com o tempo Wasit absorveu a antiga Cascar e deu-lhe seu nome.

### Período omíada

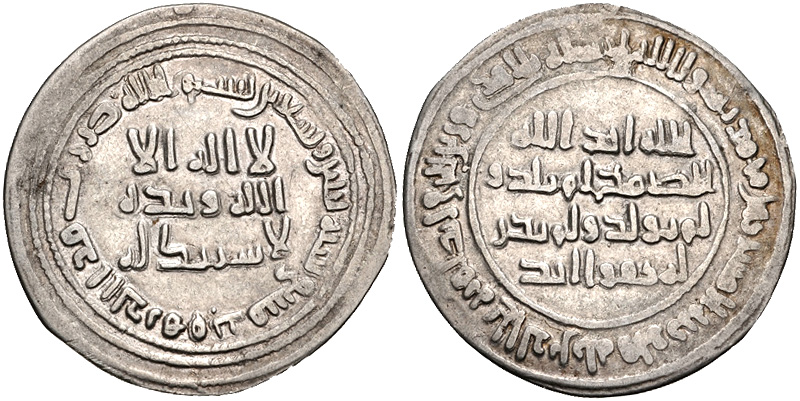
Dirrã de Solimão r.

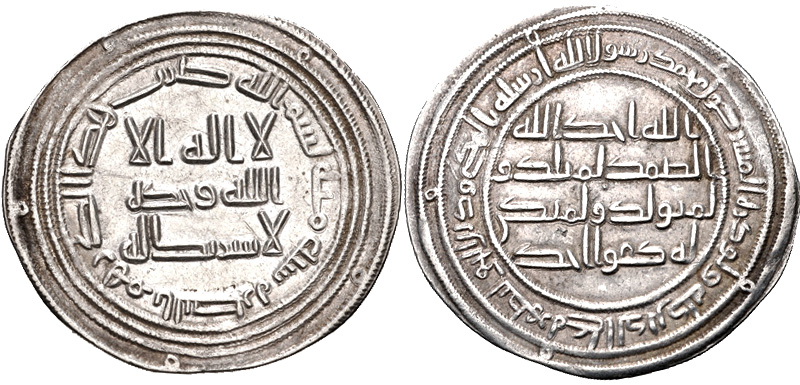
Dirrã de r.

Sob os primeiros maruânidas, era capital administrativa e política do Iraque (684-713 ou 684-723). Com a morte e Alhajaje em 713, continuou como sede do governo omíada no Iraque, mas desde 715 deixou de ser a residência do governador provincial, que foi obrigado a se transferir ao Coração, que sob o califa Solimão (r. 715–717) foi incorporado ao Iraque. Sob Omar II (r. 717–720), o vasto território do Iraque foi dividido em três províncias, Cufa, Baçorá e Coração, cada uma com seu governador, e Wasit foi desmilitarizada, com as forças sírias que a ocupavam sendo esvaziadas; devido aos problemas causados por ibne Alaxate e os iraquianos, o califa Abedal Maleque ibne Maruane (r. 658–705) enviou a Alhajaje tropas sírias para ajudá-lo a lidar com a situação e estas tropas foram todas alocadas em Wasit com intuito de facilitar seu controle pelo governador e evitar excessos às custas da população, bem como isolar os sírios dos iraquianos e solidificar sua lealdade a Alhajaje. Sob Iázide II (r. 719–723), a sede do governador retornou para Wasit nos mandatos de Maslama ibne Abedal Maleque (720) e então Omar ibne Hubaira (721–723). Do governo do último até Iázide ibne Omar ibne Hubaira (746–750), a cidade não foi a única sede do governo, com os governadores movendo-se entre Wasit, Cufa e Hira.
A cidade sobreviveu à revolta de Iázide ibne Almualabe (721), o governador de Iraque após Alhajaje, e desempenhou papel político na revolta xiita de Zaíde ibne Ali (739). Sob Calide Alcáceri (r. 723–737), houve melhora da economia e expansão na agricultura do Sauade como não se via desde Alhajaje e tais mudanças influenciaram Wasit com mudanças na malha urbana. Sua zona, análoga à cora (distrito) de Cascar na divisão administrativa do Iraque Inferior, manteve sua autonomia desde o início do período islâmico ao fim do período omíada em relação ao Sauade de Cufa e Baçorá (Cuar Diala e Curate Maiçam). De sua fundação ao fim dos omíadas, Wasit também foi um dos centros de cunhagens mais importantes do califado islâmico, como perceptível pelas coleções preservadas em vários museus pelo mundo. Entretanto, o fim do poder omíada no Iraque foi marcada pela luta entre os governadores para garantirem seu poder e revoltas carijitas e tais eventos ocorreram principalmente em Wasit. Ela se desgastou e paralisou em decorrência da situação, permanecendo nas mãos dos rebeldes até 746, quando foi reconquistada pelo governador Iázide às custas de Abedalá ibne Omar II, o amil dos carijitas.

### Período abássida

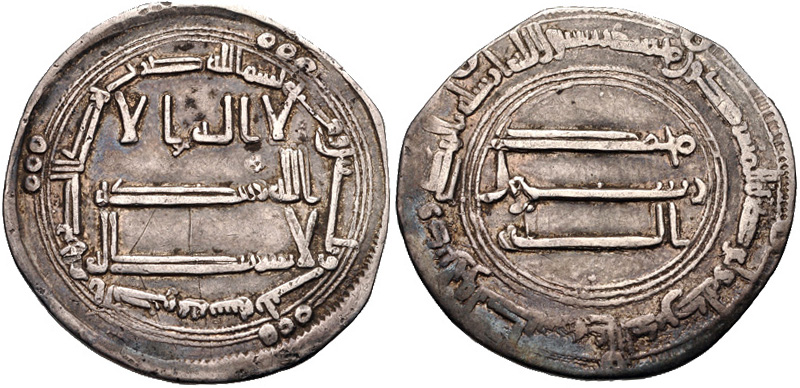
Dirrã de Almamune r.

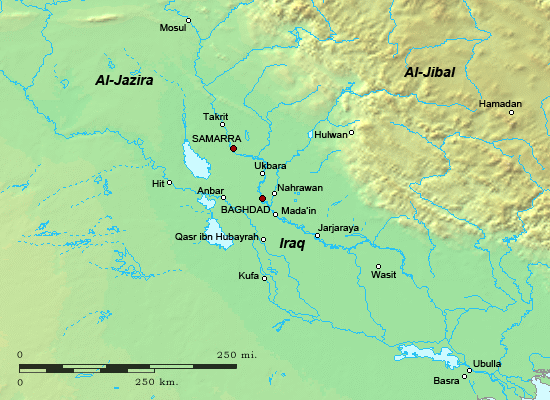
Iraque em meados do século IX

Em 750, foi sitiada pelos abássidas. Sua conquista significou a obliteração do último ponto de resistência ao novo regime no Iraque, porem os locais não ficariam inertes e tentariam um último movimento ao apoiariam a Revolta Álida de 762–763. Com a fundação de Bagdá em 762, Baçorá, Cufa e Wasit foram rebaixadas a posição inferior, sobretudo a última, que ao ser desmilitarizada tornar-se-ia apenas um centro administrativo local. Sob os abássidas, as propriedades fundiárias dos omíadas em Wasit e territórios circundantes foram herdadas pelos dinastas e sobretudo sob Almançor e Almadi (r. 775–785) atraíram muito desenvolvimento agrícola, como visto analogamente em Baçorá, Bagdá e Ambar; o caraje do curra de Cascar, sobre o qual têm-se notícia no inventário fiscal mais antigo conhecido do período (de 788), é um indício, de acordo com Darley-Doran, da prosperidade da região de Wasit durante o reinado de Harune Arraxide (r. 786–808), fato acentuado devido uma série de circunstâncias favoráveis, por exemplo, o aumento demográfico ocorrido no Califado Abássida do século VIII em diante.
A partir da segunda metade do século IX e durante o X, o Califado Abássida progressivamente se desintegrou, levando a baixa da produção agrícola do Iraque e a diminuição das receitas fiscais e desde o reinado de Almamune (r. 813–833), deu-se ênfase ao poder dos militares dentro do Estado ao introduzir os soldados escravos de origem turca (gulans). Como consequência, Wasit e a região circundante adquiriram particular importância aos abássidas, o que explica, sob Almotácime (r. 833–842), o surgimento no distrito de Cascar do icta e ele atribuiu aos generais do exército a cobrança dos impostos do Estado sobre a terra. Paralelamente, a região de Wasit foi pilhada pelos jates de Sinde, que rebelaram-se em 834, e após a Rebelião Zanje que afetou vastas porções do sul do Iraque (869–883), as depredações recomeçaram: quando Wasit foi destruída em 877 pelos zanjes, sobretudo em sua porção direita, a cidade já estava fragilizada devido uma epidemia que dizimou a população em 871. Apesar disso, sob Almutadide (r. 892–902) e Almoctadir (r. 908–932) os impostos fundiários e a extensão do icta na região de Wasit/Cascar aumentaram.

### Buídas

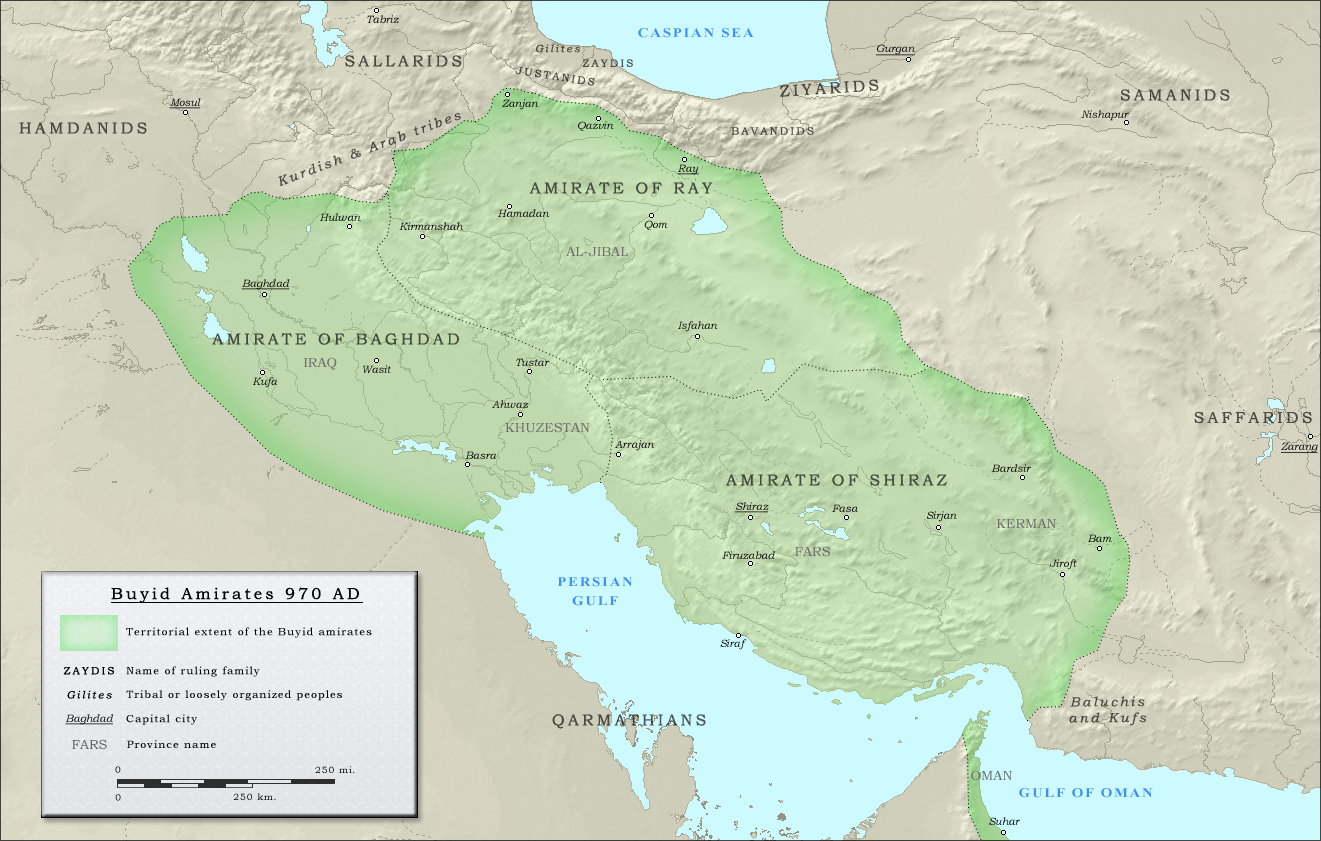
Império Buída em seu pico em 970. Os buídas tomaram controle do Iraque e dominaram-o por mais de 100 anos

Desse período em diante, a rica região de Wasit desempenhou o papel decisivo de fornecedora de alimentos para Bagdá, apesar dos vários danos a seus monumentos devido a uma grande enchente em 904; em 922, outras enchentes mais severas agravaram ainda mais a destruição. A dependência dos califas em Bagdá dos recursos obtidos na cidade pode explicar a razão de, em 936, o califa Arradi (r. 934–936) ter promovido o governador local ibne Raique como emir de emires, o poder atrás do trono califal à época. No decorrer da década de 936-946, chegaram os buídas (945–1055) e Wasit foi cobiçada, devido a sua agricultura e recursos, pelos albáridas, os governadores de Avaz (Cuzistão), os vários emires de emires e os buídas, que queriam poder em Bagdá. De 949 até 971, a cidade serviu aos emires Muize Adaulá (r. 945–967) e Ize Adaulá (r. 967–978) como base para operações militares contra Inrane ibne Xaim, o senhor de Batia, que rebelou-se no sul do Iraque e ameaçou a autoridade buída. Nesse momento, o Iraque sofreu de declínio econômico e despovoação, mas Wasit ainda era fonte de recursos alimentícios para Bagdá.
Quando Mocadaci a visitou em 985, novamente Wasit estava demonstrando resiliência se comparado com Baçorá, Cufa, Samarra, Ambar, Bagdá e as vilas do território do autor, que estavam dilapidadas. Com a insatisfação política crescente no fim do período buída, cresceram as ambições dos maziádidas de Hila sobre Wasit. Os últimos tentaram tomar a região, assim como o escravo turco Albaçaciri, que estava atuando no Iraque em nome do Califado Fatímida do Egito. A propaganda fatímida recebeu o apoio de muitos emires iraquianos e da Jazira, levando o governador da cidade, ibne Façanjis, a declarar o cutba em nome do califa fatímida Almostancir (r. 1036–1094) e a pintar a mesquita local de branco, a cor dos xiitas egípcios. Pouco depois, em dezembro de 1055, os seljúcidas atacariam o Iraque e estabeleceriam sua autoridade sobre Wasit após derrotar ibne Façanjis em 1057 após longo cerco. Albaçaciri recapturou brevemente a cidade, mas em 1059, o ano de uma grande seca e fome, sua aventura terminou.

### De seljúcidas aos mongóis

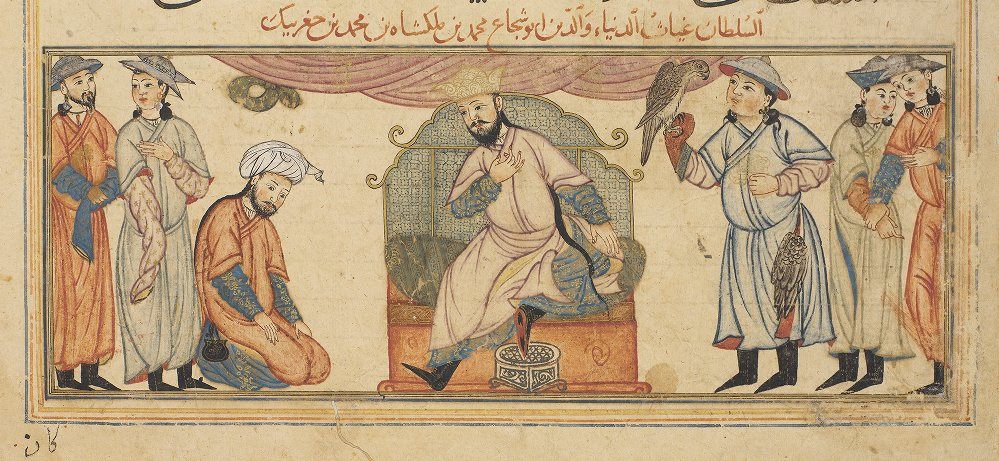
Sultão r. e sua corte

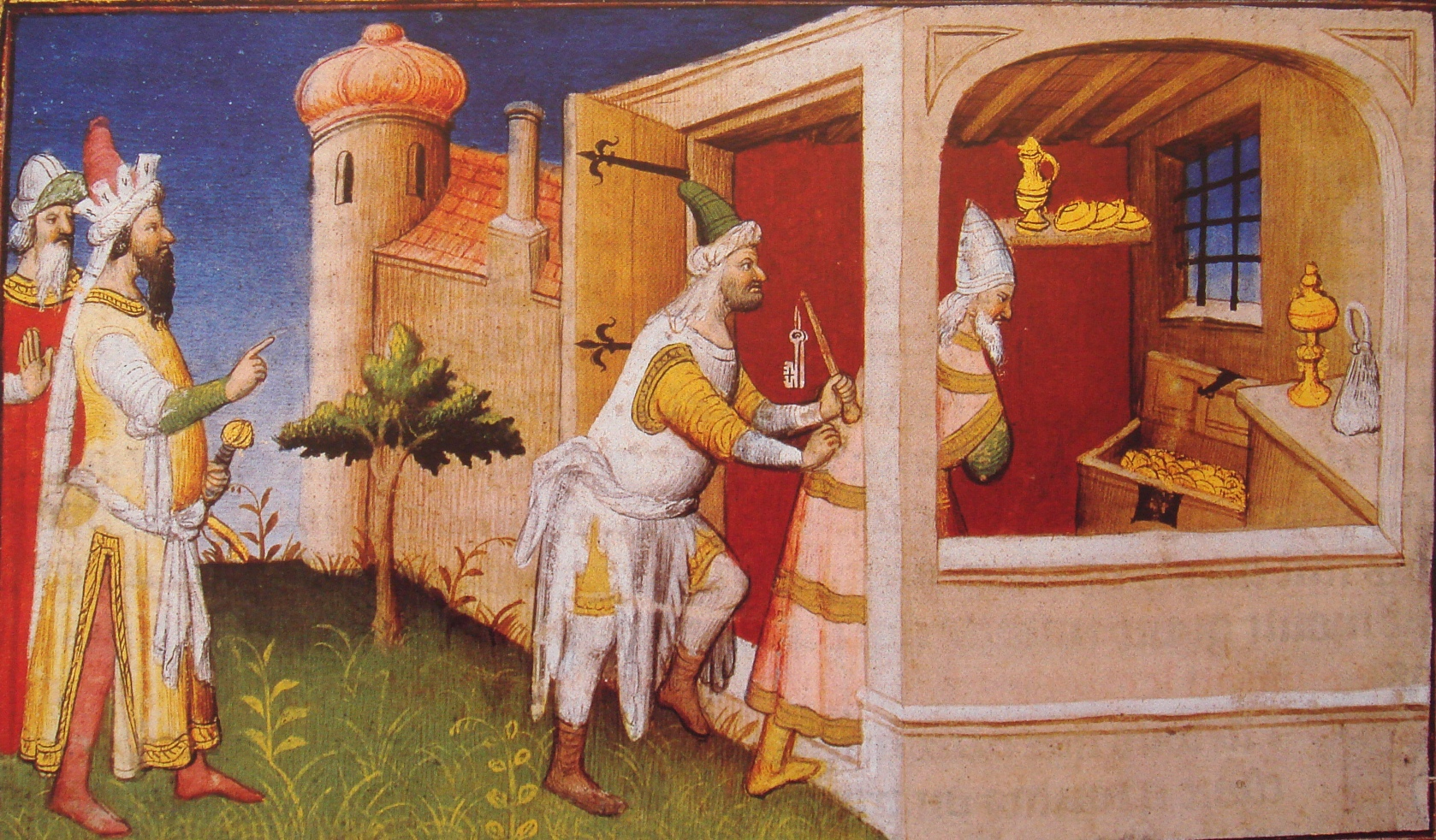
Hulagu (esquerda) aprisiona Almostaim em sua sala de tesouros para matá-lo de inanição

Com a morte do sultão Maleque Xá I (r. 1063–1092), o Império Seljúcida afundou num período de instabilidade e enfraquecimento que teve como consequência uma depressão econômica e social, refletindo no Iraque com o declínio e despovoação de suas cidades. O imposto fundiário e icta de Wasit foi motivo de disputas fratricidas entre os príncipes seljúcidas de um lado e os príncipes maziádidas de Hila do outro; até 1107 o icta foi entregue aos maziádidas sob concessão de Maomé I Tapar (r. 1005–1118). Durante o período de renascimento do califado sob Almostarxide (r. 1118–1135), Wasit foi sistematicamente sitiada pelas tropas seljúcidas e califais que disputaram o controle sobre o Iraque; nesse momento, no entanto, a autoridade seljúcida se estendia apenas pelas regiões central e sul do país, sobretudo por influência por maziádidas. Sob Arraxide (r. 1135–1136) e Almoctafi II (r. 1136–1160), os califas tentaram impor sua autoridade sobre Wasit em detrimento do débil poder dos sultões, porém isso apenas trouxe destruição à cidade em vários momentos (1140, 1154, 1156 e 1158). Desse momento em diante, o Iraque Inferior tornar-se-ia domínio califal e sua base de poder e Wasit parece ter gozado de relativa paz, preservando parte de sua antiga fortuna quando Iacute de Hama visitou-a em 1225. Entre os reinados de Anácer (r. 1180–1225) e Almostacim (r. 1242–1248), Wasit teve novo momento de rápida expansão. A cidade beneficiou-se do quase um século de paz no Iraque e se sabe que Almostacim realizou uma excursão nela (nuza) em 1248.
Em 23 de fevereiro de 1058, o ilcã Hulagu (r. 1256–1265) apareceu diante de Wasit depois de entrar em Bagdá em 10 de fevereiro. A cidade parece ter resistido à sua presença, como indicado pela destruição que sofreu e a perda de aproximados 40 000 habitantes, mesmo embora os números parecem exagerados. Era o início do poder do Ilcanato (1258–1335), que anexou Wasit a Bagdá, então governada por Ata Maleque Juveini (r. 1258–1282), localmente representado localmente por Sadir Majedadim Sale. Sob os ilcânidas, a cidade foi relativamente próspera e parcialmente reconstruída, mas sua malha urbana foi modificada com a ruína ou desaparição da porção ocidental como resultado dos raides mongóis. Sob o Sultanato Jalaírida (r. 1339–1310), Wasit continuou a ser um relevante centro de cunhagem. Sob Tamerlão (r. 1370–1405), dada a importância estratégica da cidade, uma guarnição foi colocada ali em 1385 e 1405. Sob a Confederação do Carneiro Negro (r. 1410–1467), a cidade começou a declinar, principalmente devido aos embates com a seita xiita dos muxaxábidas. O fundador do movimento, Saíde Maomé ibne Falá, atacou a cidade depois de 1438, em 1440 e em 1442. Em 1453 ou 1454, seu filho Ali novamente atacou Wasit, completando sua ruína, pois os habitantes a abandonaram. Com a morte de Ali, os fugitivos retornaram à cidade, e provavelmente se assentaram na vila que fundaram não muito longe da cidade histórica. Esse novo povoado ainda é atestado em 1534, quando foi conquistado pelo Império Otomano, e mesmo tão tarde quanto 1553. No século XVII, Haji Califa descreveu-a como estando situada sobre um leito seco (o Diala) no meio do deserto.

## Cunhagem

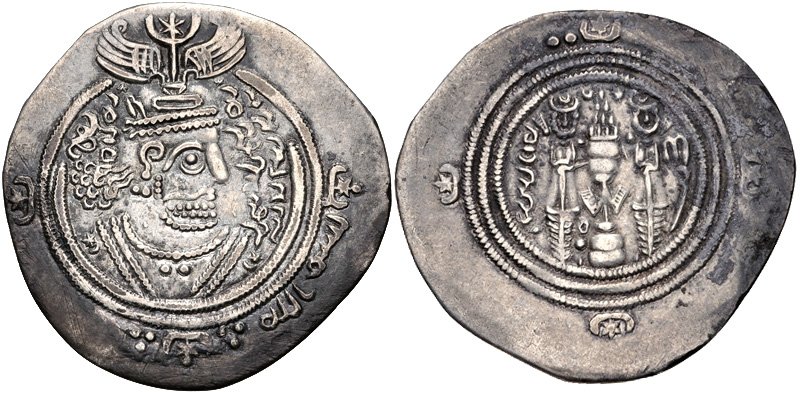
Dracma árabo-sassânida de Abedal Maleque ibne Maruane

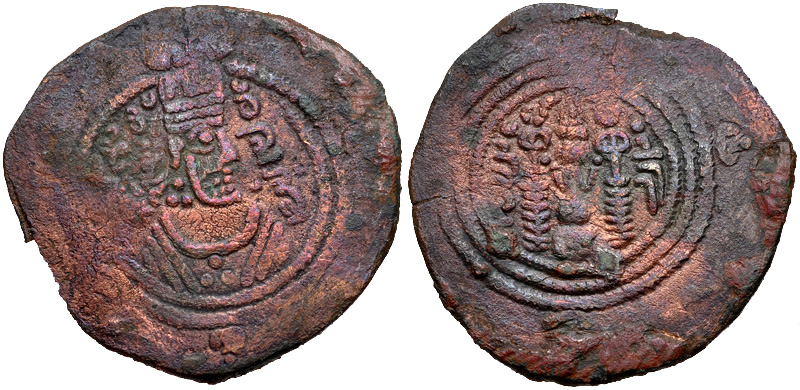
Paxir de r.

Praticamente nada sobreviveu do sítio, porém seu nome subsiste numa série de moedas omíadas, com os exemplares que portam seu nome superando numericamente os mais de 80 centros de cunhagem omíadas. A grande abundância se deve ao trabalho do califa Abedal Maleque ibne Maruane que, baseado em Damasco, introduziu um dinar puramente epigráfico em 696-697, enquanto o governador do Iraque, Coração e Sijistão Alhajaje ibne Iúçufe introduziu um dirrã epigráfico em 697-698 com intento de uniformizar uma cunhagem em prata de alta qualidade no Iraque e Pérsia em alguns locais estratégicos por toda região para recolher as moedas sassânidas e árabo-sassânidas para recunhá-las. Os principais centros de cunhagem eram Cufa, Baçorá, Rei, Hamadã, Xaque Altaimara, Sabur, Jai e Merve; outros centros como Cascar Mirjancudaque, Arde e Omã abrigaram casas da moeda menores e efêmeras. Com a revolta militar de ibne Alaxate, contudo, esse quadro se altera drasticamente: Alaxate tentou implantar modelo decentralizado de cunhagem, mas Alhajaje, seguindo Abedal Maleque que havia centralizado a cunhagem em Damasco, e aproveitando-se da mudança da sede do governador para Wasit em 702, fechou todas as casas das moedas espalhadas em seus domínios e centralizou a cunhagem em Wasit, realidade que estendeu-se até 708. O monopólio deu a Alhajaje controle sobre o suprimento de dinheiro, algo crucial num momento de revolta política, porém depois de 704, quando retoma o Coração, esse monopólio e consequente carência de moedas talvez atuaram, como afirma Darley-Doran, como freio severo na atividade comercial.
Em 709, reverteu suas reformas e reabriu casas da moeda no Cuzistão, Jibal, Pérsis, Coração e Sijistão, enquanto manteve Wasit como principal centro de cunhagem no Iraque. Após sua morte em 714, houve breve agitação de
atividade de cunhagem renovada no Iraque, mas acabou no início do reinado de Solimão (r. 715–717). Entre 716-718, os centros do Cuzistão, Jibal e Pérsis foram fechados, e embora a cunhagem continuou no Coração, esse novo quadro deu a Wasit o monopólio da cunhagem no Oriente. Sob Omar II (r. 717–720), governadores foram nomeados para Cufa e Baçorá, reabrindo suas casas da moeda e fechando a de Wasit. Em 721, Iázide II (r. 720–724) reabriu brevemente a casa da moeda de Wasit e de 721-722 até o fim do Califado Omíada em 750, a casa da moeda da cidade continuou a suprir, ano a ano, boa parte dos dirrãs do Oriente; no resto do califado, as casas da moeda de dirrãs continuaram ativas na Hispânia (Alandalus), norte da África (Ifríquia), Síria (Dimaxique), o norte (Armênia, Azerbaijão e Albade (Derbente)) e Coração (Bactro, Bactro Albaida e Almubaraca).

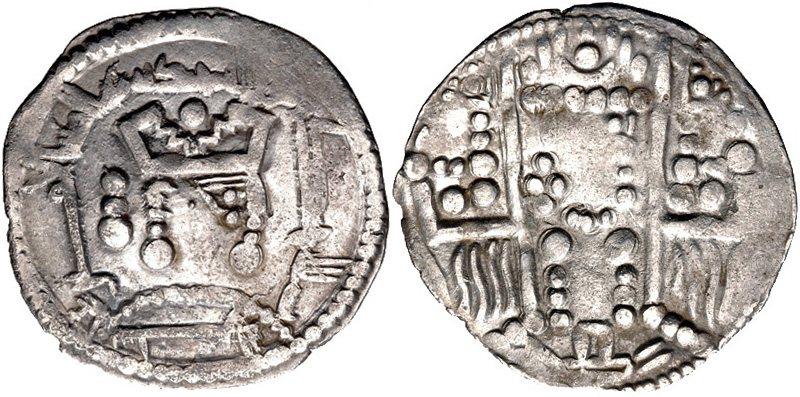
Dracma de Alamim r.

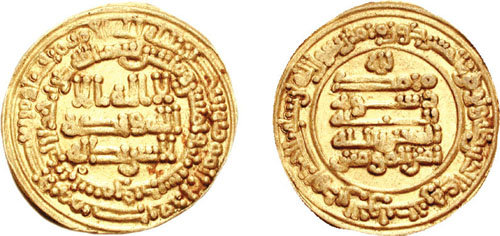
Dinar de ouro de Almutaz r.

Em 1974, A. S. DeShazo e Michael L. Bates publicaram artigo intitulado Os governadores omíadas do Iraque e as mudanças do padrão dos aneletes de seus dirrãs (The Umayyad Governors of al-Iraq and the changing annulet patterns on their dirhams). Nele, constataram que os padrões dos aneletes (círculo central das moedas) estiveram relacionados aos governadores e não aos califas, indicando que o controle da cunhagem no Iraque esteve nas mãos dos governadores em vez de sujeita à administração centralizada sob controle califal direto. Pensa-se que os padrões de aneletes colocados nas moedas facilitavam a identificação num momento no qual poucos eram capazes de ler a escrita cúfica com o qual eram inscritos, e se sugere que o controle governamental sobre a cunhagem foi estabelecido ainda sob Alhajaje e perdurou até o fim do Califado Omíada. Marcel Jungfleisch, por sua vez, relata que durante as escavações conduzidas por Morgan na perímetro da casa da moeda de Wasit, foram encontrados exemplares de dirrãs recém-emitidos prontos para serem colocados em circulação com as inscrições "duriba bi Alandalus" e "duriba bi Ifríquia" e marcas distintivas da cunhagem de Wasit, podendo indicar que ela, paralelamente ao que acontecia no Império Bizantino, cunhava moedas em nome de outros centros.
A queda dos omíadas levou ao fim imediato da cunhagem de Wasit e o recomeço da cunhagem de Cufa em 750 e Baçorá em 751. Continuaram a ser os principais centros de produção de moedas no Iraque até os centros de Almedina Alçalam e al-Muhammadiyya estarem totalmente operacionais em 765. Tal divisão continuou quase inalterada até a luta pelo poder entre Alamim (r. 809–813) e Almamune (r. 813–833), afetando todo o Califado Abássida. Após a derrota de Alamim em Bagdá em 813 e as revoltas subsequentes no Iraque, a casa da moeda de Wasit foi brevemente reaberta pela segunda vez em 815 com um dirrã citando Haçane ibne Sal e Alfadle ibne Sal (Dul Riaçataim) e um segundo dirrã emitido em 818 citando o Iraque e Dul Riaçataim. Tendo em vista a raridade dos dirrãs de Wasit nesse período, Darley-Doran sugeriu que a reativação talvez indique que foi utilizada para fazer pagamentos emergenciais ao exército califal comandado por Haçane ibne Sal, o irmão e representante de Alfadle ibne Sal, o vizir de Almamune. Quando o conflito terminou, um novo modelo de cunhagem emerge, com vários centros regionais sendo ativados. Sob Almotácime (r. 833–842), Aluatique (r. 841–847) e Mutavaquil (r. 847–961), o número de centros de cunhagem aumentou gradualmente, e sob Almutaz (r. 866–869) a casa da moeda de Wasit foi reaberta pela terceira vez, com os primeiros dirrãs sendo emitidos em 867 e os primeiros dinares em 868.

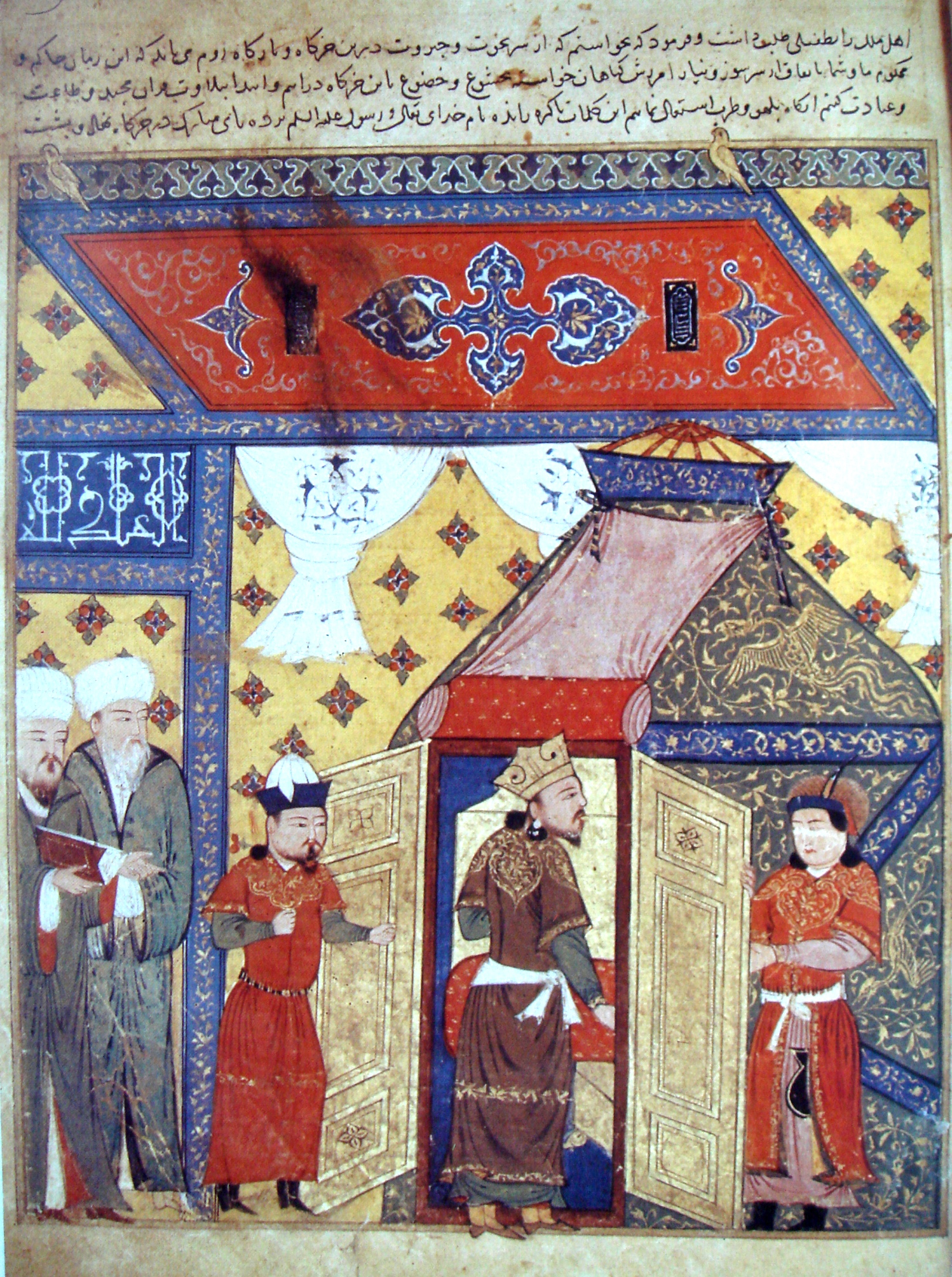
Conversão de Gazã ao islamismo. Iluminura de Raxidadim de Hamadã

No século seguinte, a cunhagem de Wasit refletiu a prosperidade da cidade e foi uma das mais ativas no Iraque, emitindo dirrãs e ocasionais dinares de padrão abássida e buída. Com a tomada do Iraque pelos buídas em 945, os registros de cunhagem tornaram-se muito irregulares e gradualmente aproximou-se do fim nos anos 970 e 980 com a ascensão das cidades mercantis de Baçorá e Avaz. Por fim, a casa da moeda de Wasit parou de funcionar pelos próximos 300 anos. O quarto e último período da cunhagem de Wasit começou depois que Raxidadim, o vizir do ilcã Gazã (r. 1295–1304), conduziu uma reforma da cunhagem do Ilcanato em 1298-1299. Os ilcânidas reabriram várias casas da moeda iraquianas, incluindo Wasit, Hila e Baçorá, mas Bagdá manteve sua antiga posição como principal centro de cunhagem da província. Bagdá e Wasit, por sua vez, dividiram a distinção de serem os únicos polos iraquianos a emitir dinares de prata que valiam 6 dirrãs. O dinar foi o ápice do sistema monetário ilcânida, com 10 000 deles formando o tumã, a unidade de contagem ilcânida. Wasit então foi integrada no extenso sistema de cunhagem ilcânida sob Gazã, Oljeitu (r. 1304–1316) e Abuçaíde (r. 1316–1335) e sua posição foi mantida pelos ilcânidas tardios e seus sucessores jalaíridas. A desordem política que se seguiu à invasão de Tamerlão e a ocupação do Iraque em 1385-1405, provavelmente provocou o fim da cunhagem em Wasit, pois nenhuma moeda é registrado desse ponto em diante. Com a alteração do curso do Tigre no século XV, acabaram todas as chances de Wasit retomar sua posição.